# Gemeinde Litija

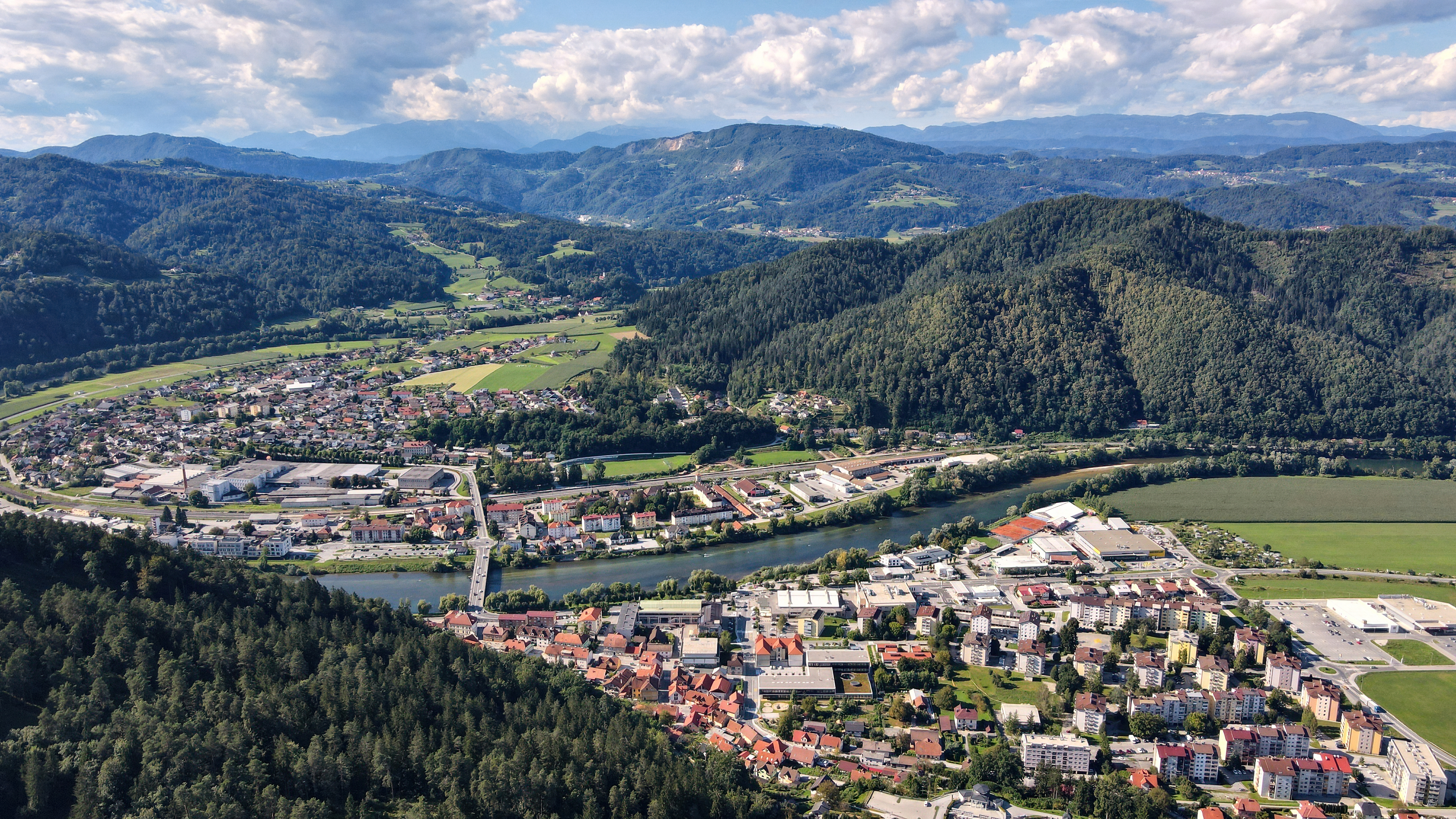
Litija an der Save

Die Gemeinde Litija (slowenisch: Občina Litija) eine  Gemeinde, in der Region Dolenjska (Unterkrain), Region Zasavska in Slowenien.
Die aus 106 Ortschaften und Siedlungen bestehende Gemeinde liegt in der Landschaft Zasavje in der Mitte Sloweniens. Zusammen mit den Gemeinden Zagorje ob Savi, Hrastnik und Trbovlje bildet die Gemeinde die Region Zasavska. Verwaltungszentrum der Gemeinde ist die Ortschaft Litija.

## Ortschaften und Siedlungen der Gemeinde
- Berinjek, (dt. Berinegg)
- Bistrica, (dt. Feistritz bei Littai)
- Bitiče, (dt. Wittisch)
- Boltija, (dt. Waldhof, auch Boltin)
- Borovak pri Polšniku, (dt. Warowach)
- Breg pri Litiji, (dt. Rann in der Unterkrain)
- Brezje pri Kumpolju, (dt. Freudenau)
- Brezovo, (dt. Fresach, auch Bresau)
- Brglez, (dt. Bergless)
- Cirkuše, (dt. Zirkusche)
- Čateška Gora, (dt. Tschatteschberg)
- Čeplje, (dt. Tschepplach)
- Dobje, (dt. Aich)
- Dobovica, (dt. Dobowitz)
- Dole pri Litiji, (dt. Mariathal in der Unterkrain)
- Dolgo Brdo, (dt. Langeneck in der Unterkrain)
- Gabrovka, (dt. Greifenberg bei Littai)
- Gabrska Gora, (dt. Gabersberg, auch Gallenhof, Gaberiachsberg)
- Gobnik, (dt. Gobnigg)
- Golišče, (dt. Kollischberg, auch Golischberg)
- Gorenje Jelenje, (dt. Obergelnach, auch Oberhirschdorf)
- Gornje Ravne, (dt. Oberraune)
- Hohovica, (dt. Hohowitz)
- Hude Ravne, (dt. Teufelsdorf)
- Javorje pri Gabrovki, (dt. Jauersberg)
- Jelenska Reber
- Jesenje, (dt. Gessenach)
- Jevnica, (dt. Joinitz)
- Ježevec, (dt. Jeschitz)
- Kal pri Dolah, (dt. Kaal)
- Kamni Vrh, (dt. Steinberg)
- Kandrše, (dt. Kandersch)
- Klanec pri Gabrovki, (dt. Glanz)
- Klenik, (dt. Klenigg)
- Konj, (dt. Rossbüchel)
- Konjšica, (dt. Geschiess)
- Kresnice, (dt. Größnitz, auch Kreßnitz)
- Kresniške Poljane, (dt. Kreßnitzpollane)
- Kresniški Vrh, (dt. Kreßnitzberg)
- Kržišče pri Čatežu, (dt. Kreuzdorf)
- Kumpolje, (dt. Gimpelhof)
- Laze pri Gobniku, (dt.  Lassach)
- Laze pri Vačah, (dt.  Lassach, auch Lase)
- Leše, Litija, (dt. Leesch bei Littai)
- Litija
- Ljubež v Lazih
- Lukovec, (dt. Lukowetz)
- Magolnik, (dt. Neppelberg)
- Mala Goba, (dt. Klein-Schwammberg)
- Mala Sela
- Mamolj, (dt. Mamol)
- Moravče pri Gabrovki, (dt. Moräutsch)
- Moravška Gora, (dt. Moräutschberg)
- Nova Gora, (dt. Neuberg bei Littai)
- Okrog, (dt. Sankt Ulrich, auch Ukrog)
- Pečice, (dt. Petschitz)
- Podbukovje pri Vačah, (dt. Podbukuje, auch Buchberg)
- Podpeč pod Skalo, (dt. Unterstein)
- Podšentjur, (dt. Jörgenberg)
- Pogonik, (dt. Poganigg, auch Poganick)
- Polšnik, (dt. Billichberg, auch Polschnig)
- Ponoviče, (dt. Ponowitsch)
- Potok pri Vačah, (dt. Liebegg)
- Prelesje, (dt. Prellesnigg)
- Prevale, (dt. Prevalle)
- Preveg, (dt. Prewegg)
- Preženjske Njive, (dt. Preiseggerfelden)
- Radgonica, (dt. Radgonitz)
- Ravne, (dt. Raunach, auch Raune bei Littai)
- Renke, (dt. Renke)
- Ribče, (dt. Fischern)
- Ržišče, (dt. Raaschendorf)
- Sava, (dt. Saue)
- Selce, (dt. Selsach)
- Slavina, (dt. Slavina)
- Slivna, (dt. Sliven)
- Sopota, (dt. Sapota)
- Spodnje Jelenje, (dt. Unterhirschdorf, auch Untergelnach)
- Spodnji Hotič, (dt. Unterhottisch)
- Spodnji Log, (dt. Untersanktmarten)
- Stranski Vrh, (dt. Stransberg)
- Strmec, (dt. Stermetz)
- Suhadole, (dt. Suchodoll, auch Dirnthal)
- Širmanski Hrib, (dt. Schirmannsberg)
- Široka Set, (dt. Breitensaat, auch Grassenreut)
- Šumnik, (dt. Schumnig)
- Tenetiše, (dt. Tenetisch)
- Tepe, (dt. Tröppe, auch Tepp)
- Tihaboj, (dt. Markusdorf)
- Tlaka, (dt. Herdt)
- Tolsti Vrh, (dt. Feistenberg)
- Vače, (dt. Waatsch)
- Velika Goba, (dt. Groß Schwamberg)
- Velika Preska, (dt. Großpreska)
- Veliki Vrh pri Litiji, (dt. Grossberg bei Weichselstein)
- Vernek, (dt. Wernegg)
- Vodice pri Gabrovki, (dt. Wotitz)
- Vovše, (dt. Laschitz)
- Zagorica, (dt. Sageritz)
- Zagozd, (dt. Unterwald)
- Zapodje, (dt. Abfaltersberg)
- Zavrh, (dt. Unterberg bei Mariathal)
- Zglavnica
- Zgornja Jevnica, (dt. Oberjoinitz)
- Zgornji Hotič, (dt. Oberhottisch)
- Zgornji Log, (dt. Obersanktmarten)

## Nachbargemeinden
| Moravče                       | Zagorje ob Savi                             | Zagorje ob Savi                  |
| Dol pri Ljubljani, Ljubljana, | Kompassrose, die auf Nachbargemeinden zeigt | Zagorje ob Savi, Radeče, Sevnica |
| Šmartno pri Litiji            | Trebnje, Mirna, Šentrupert                  | Sevnica                          |